# ویلیام لوتر هیل
ویلیام لوتر هیل (به انگلیسی: William Luther Hill) سناتور سابق عضو حزب دموکرات ایالات متحده آمریکا بود. وی در سال 1936 میلادی سناتور ایالت فلوریدا در سنای ایالات متحده آمریکا بود.